# Andreas Pawel (1574–1654)
Andreas Pawel (* 28. September 1574 in Braunschweig; † 30. April 1654 in Braunschweig) war ein deutscher Gewandschneider, Ratsherr und Großer Bürgermeister der Braunschweiger Altstadt.

## Leben
Andreas (II.) gehörte der seit 1242 in Braunschweig nachweisbaren Patrizier- und Ratsfamilie der Altstadt, Pawel, an. Die Kaufmanns- und Gewandschneiderfamilie war im Rat der Stadt von 1249 bis 1654 vertreten und stellte mehrfach den Großen Bürgermeister. Andreas Pawel wurde 1574 in Braunschweig geboren und war der Sohn von Hans Pawel († 1589) und dessen Ehefrau Helene von Vechelde. Sein Großvater war der Ratsherr und Kämmerer Gerke Pawel. Er war ab 1593 Mitglied der Gelagsbrüder. Ab 1612 gehörte er dem Rat der Altstadt an, wurde jedoch im Zuge eines innerstädtischen Konflikts, der sogenannten Dohausenschen Revolution 1613/1615, gemeinsam mit dem gesamten Rat unter Bürgermeister Curd Döring von den Rebellen abgesetzt. Pawel war 1628 Kleiner Bürgermeister der Altstadt. Von 1629 bis 1654 war er Großer Bürgermeister der Altstadt und somit gleichzeitig Vorsitzender des Rates der Gemeinen Stadt. Er war der letzte aus der Familie Pawel, der im Rat vertreten war. Pawel sammelte ab 1602 Nachrichten über die Braunschweiger Stadtverfassung und legte das Pawelsche Lehnsregister an.
Pawel war verheiratet mit Dorothea Ziegenmeyer (1579–1646). Das Paar hatte zwei Söhne und drei Töchter. Er starb im April 1654 im Alter von 79 Jahren in Braunschweig und wurde in der dortigen Martinikirche bestattet.